# Jurij Aleksandrow (bokser)
Jurij Aleksandrow, ros. Ю́рий Васи́льевич Алекса́ндров (ur. 13 października 1963 w Kamieńsku Uralskim, zm. 1 stycznia 2013 w Moskwie) – radziecki bokser, złoty medalista mistrzostw świata i mistrzostw Europy.

## Kariera amatorska
W roku 1982, w wieku 18 lat, reprezentował Związek Radziecki na mistrzostwach świata w Monachium. Pokonał Nyamaguina Narantuya z Mongolii, Jugosławianina Ljubisa Simica, w półfinale zwyciężył Wenezuelczyka Jesúsa Polla a w finale wygrał z Michaelem Collinsem.
W 1983 na mistrzostwach Europy w Warnie pokonał Tobiasa Tobina z Irlandii, Bułgara Kostadinowa Georgijewa, w półfinale wygrał z reprezentantem Czechosłowacji Pavelem Madurą a w finale zwyciężył Sami Buzoli (Jugosławia).
W 1986 w Reno na kolejnych mistrzostwach świata został brązowym medalistą a na mistrzostwach Europy w Turynie w 1987 wicemistrzem po porażce w finale z Bułgarem Aleksandyrem Christowem.
W latach 1982, 1984, 1986 i 1987 był mistrzem ZSRR.
W trakcie kariery amatorskiej stoczył 249 walk z których przegrał 12.

## Kariera zawodowa
Był jednym z pierwszych reprezentantów ZSRR, który przeszedł na zawodowstwo. Walczył bez sukcesów od 1989 do 1992 roku. Stoczył pięć walk, z których dwie wygrał i trzy przegrał.
Od roku 2001 był wiceprezydentem Rosyjskiej Federacji Boksu Zawodowego (ФПВР).